# 구지가
구지가(龜旨歌)는 영신가(迎神歌)라고도 알려져 있으며, 삼국유사 가락국기 권2에 기록된 고대 한국의 민요이다. 구지가는 서기 42년에 창작되었으며, 지금까지 문서로 확인되는 최초의 한국 민요이다. 이 노래는 고대 가야인들이 신의 명을 받아 신을 맞이하기 위해 구지봉에서 흙을 파낼 때 불렀던 노래이다.
"삼국유사 기이"는 "구지가"와 매우 흡사한 "해가(zh:海歌)"를 수록하고 있다. 이 노래는 구조와 가사가 구지가와 매우 유사하지만 내용과 형식이 더 풍부하다.

## 내용
| “ | 龜何龜何 首其現也 若不現也 燔灼而喫也 | ” |

| “ | 거북아 거북아 머리를 내밀어라 내밀지 않으면 구워서 먹으리 | ” |